# 김석출
김석출(金石出, 1922년 2월 28일~2005년 7월 26일)은 대한민국의 무속인이자 국악인이다. 다른 이름은 김경남(金京南)이다.

## 생애
경북 포항에서 태어났다. 무업을 하는 부모 밑에서 노래와 사설, 악기를 배우며 자랐다. 특히 그는 강원도와 경상도 동해안 일대의 큰 굿판을 맡아 해오며 세습 무가(巫家)로 명성을 떨치게 되었다. 살아 생전에 중요무형문화재 제82호 동해안 별신굿 기능보유자로 지정받고, 많은 학자들의 연구 대상이 되기도 하였다. 무악에 쓰는 여러 악기에 두루 능하고, 특기는 날라리이다. 2008년 그에 관한 다큐멘타리 영화 <Intangible Asset Number 82>(감독 엠마 프란츠, 국내 개봉명 '땡큐 마스터 킴')가 제작되었고, 2010년 국내에 개봉되었다.